# Storie di David
Le Storie di David son tre dipinti olio su tela di Francesco Cavagna eseguito per la basilica di San Martino e Santa Maria Assunta di Treviglio in provincia di Bergamo.

## Storia
La chiesa di San Martino ospita sul parapetto della cantoria quattro dipinti raffiguranti le storie di David di cui solo tre sono di Francesco Cavagna figlio del più famoso Gian Paolo. I dipinti originariamente erano posti nella zona del coro. L'artista aveva già lavorato nella basilica collaborando con il padre per i dipinti Caduta della manna e l'Ultima cena, nonché agli affreschi della volta che furono poi coperti da nuovi lavori dei fratelli Galliari Sarò questo ciclo pittorico il primo lavoro documentato di Francesco eseguito senza il supporto paterno.

Lo storico Gian Maria Camerone aveva nel 1735 pubblicato una ricerca approfondita sulla storia e sulle opere della basilica, ma non fu particolarmente preciso nell'indicare la realizzazione di questi dipinti. Egli riteneva che i due Cavagna fossero fratelli e non padre e figlio, e indicò il dipinto Sposalizio mistico di santa Caterina che è sicuramente di Gian Paolo, come opera del “pittore Cavagna”. Per quanto riguarda invece i tre dipinti: 
(Gian Maria Camerone)
Probabilmente Francesco temette che l'opera potesse venire commissionata al Procaccini che aveva terminato il dipinto 'La Vergine Assunta .
Il considerarle opere di Gian Paolo Cavagna, non fu un unicum, furono molti infatti i lavori considerati dal padre, anche quelli eseguiti in collaborazione, a volte ospitano la firma solo di Gain Paolo e, malgrado i documenti conservati negli archivi li indicassero entrambi, il nome di Francesco fu molte volte eluso dagli storici.
Il Tassi nel «Vite de' pittori, scultori e architetti bergamaschi» su indicazione del testo «Memorie» scritto da Giacomo Carrara, indicò i dipinti eseguiti da Gian Paolo, mentre l'ultimo raffigurante David che suona l'arpa per incitare i soldati eseguito da Federico Ferrari, contrariamente indicati i fratelli Gallieri dallo storico Angelo Pinetti.

Fu però proprio il Pinetti a definirne l'autore e a pubblicare nel supplemento della sua ricerca pubblicata nel 1931, la nota a cui faceva riferimento il Camerone: 
(Angelo Pinetti-Allegato al Catalogo generale degli oggetti d'arte della Provincia di Bergamo)

## Descrizione
I tre dipinti raffigurano:
- David che suona la cetra per placare Saul
- David torna vincitore con la testa di Golia
- Il trasporto dell'Arca sacra

Lo spazio che coinvolge i protagonisti dei tre dipinti presenta architetture classiche di chiara ispirazione veneta. Vi è nel lavoro del Cavagna una forzatura manieristica, minuziosamente descrittiva, lontana dalla pittura del padre, come alla ricerca di qualche cosa di fantastico, qualche cosa che doveva colpire l'osservatore.
Il cromatismo vivo dei colori con i rosa cangianti dei mantelli, e dei velluti e il dorato delle montagne che diventano quasi fosforescenti, hanno assonanze con le opere dei pittori dell'entroterra veneto, lontano dai “valori luministici di Gian Paolo”